# マナスクアン川
マナスクアン川（英語: Manasquan River）は、ニュージャージー州中部にある全長26.5マイル（42.6km）の水路である。

## 解説
モンマス郡西部から流れ始め、フリーホールド・タウンシップにおいて、ラリタン川流域のマナラパン・ブルックおよびミルストーン川水系の源流付近に端を発し、大西洋へと流れ、マナスクアンとポイント・プレザントのコミュニティの間でマナスクアン入り江を通じて海に注ぐ。海に近づくにつれて大きく広がり、ボートに最適となり、ジャージーショアの非常に人気のあるレクリエーションエリアとなっている。マナスクアン川とマナスクアン入り江は、沿岸内水路の非公式な最北端の終点である。
マナスクアン川は、多数の小川と、ハウエル・タウンシップにあるマナスクアン人造湖と呼ばれる、人工的に水を汲み上げた（すなわち、川からの直接的な流れがない）大きな人造湖を含む、広大な流域の中心である。また、伝統的にノースジャージーとサウスジャージーの境界となっており、モンマス郡とオーシャン郡を隔て、北側の肥沃な土壌と南側の「パインバレンズ」と呼ばれる砂地の土壌の境界を示している。
ニュージャージー州道70号線橋の東、ポイント・プレザント病院跡地とポイント・プレザント運河入口に隣接する川の中央部には、ボートでしかアクセスできないかなりの大きさの島があり、ピクニックやレクリエーションの人気スポットとなっている。この島には砂浜エリアがあり、かつては子供用の即席のブランコもあった（現在はブリエル行政区によって撤去されている）が、主に木々に覆われている。島周辺の水深は船舶の航行に十分な深さがあり、ボートに乗る人は通常、島でのんびりとした一日を楽しむ間、砂浜にボートを乗り上げる。今日、この島は正式にはニーエンステット島と名付けられており、島をブリエル行政区に寄贈した家族に敬意を表している。

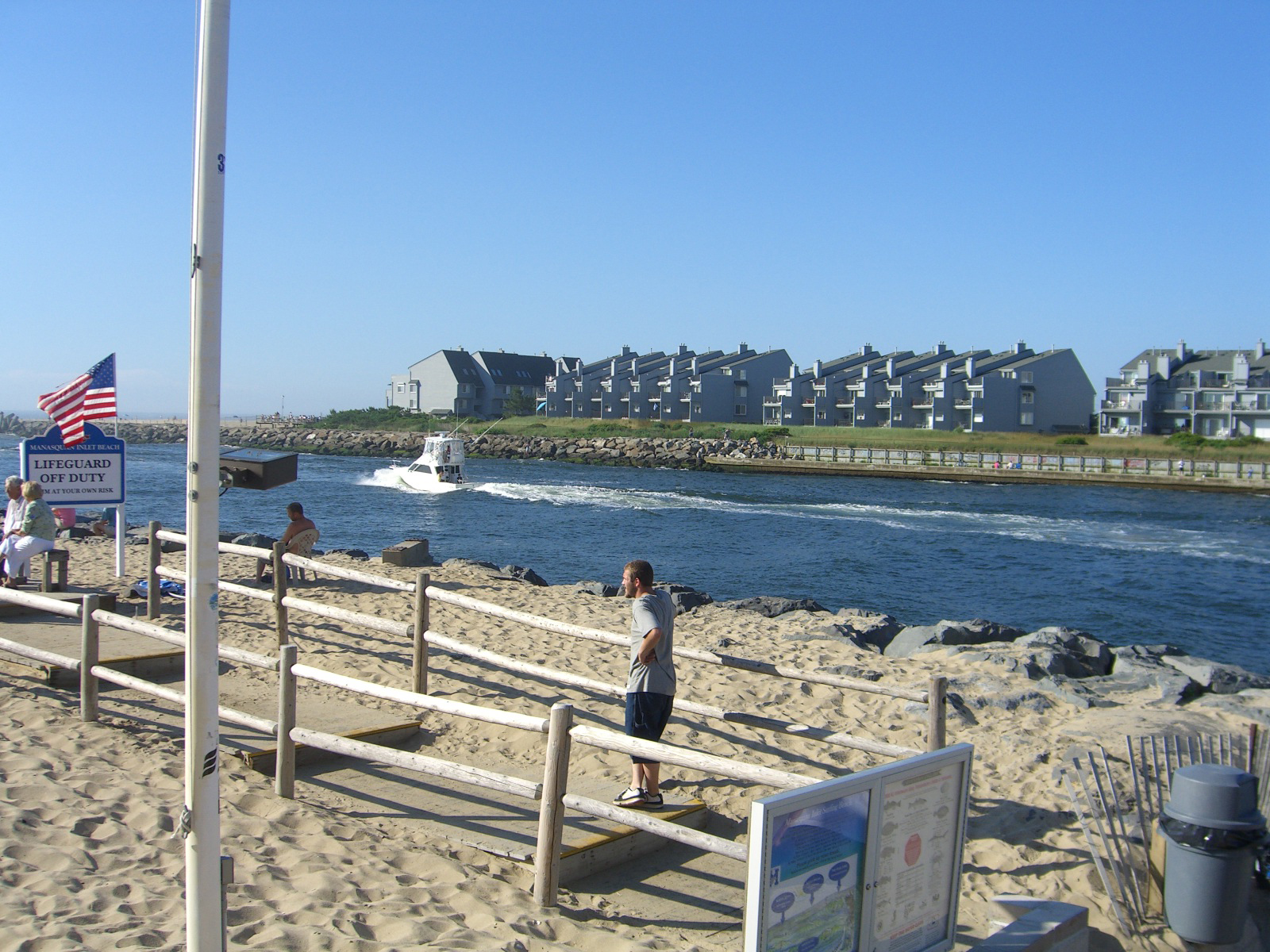
川の河口

19世紀には「オズボーン島」として知られていた。1888年5月、ロバート・ルイス・スティーヴンソンはマナスクアン川沿いのブリエルで約1か月を過ごした。ある日、スティーブンソンはオズボーン島を訪れ、その美しさに感銘を受け、彼の有名な小説『宝島（英: トレジャーアイランド）』（1883年）にちなんで「トレジャーアイランド」と気まぐれに改名し、隔壁に自分のイニシャルを刻んだ。これは彼が小説を完成させてから5年後のことである。今日でも、多くの人がこの島をそのように呼んでいる。
航行可能なマナスクアン川とその支流には、3つの跳ね橋、すなわちブリエル・ロード・グリマー・グラス橋、州道35号線マナスクアン川橋、ニュージャージー・トランジット鉄道橋、そして1つの固定橋である州道70号線9月11日メモリアル橋が架かっている。